# Núi Kujū

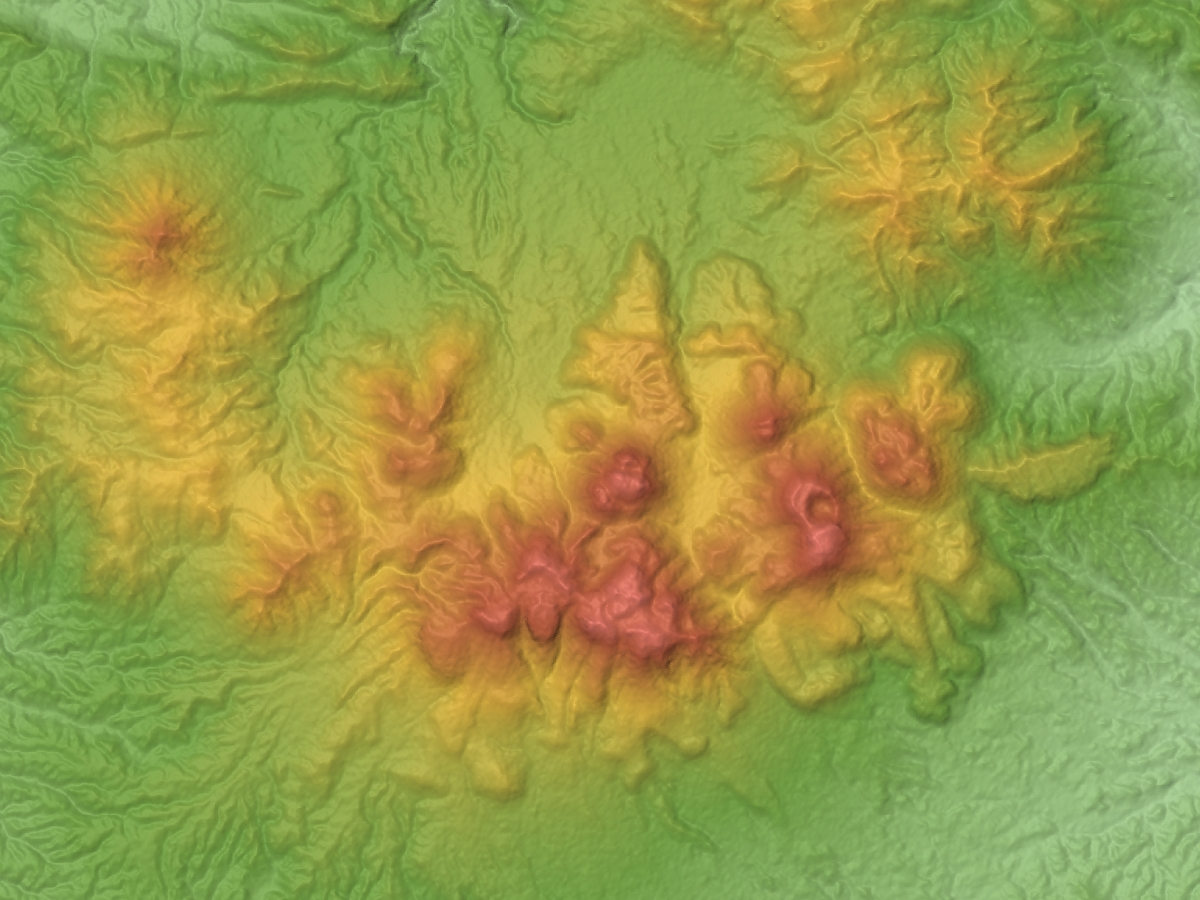
núi lửa Kuju

Núi Kujū (九重山 (Cửu Trọng sơn) Kujū-san) là một trong 100 núi nổi tiếng Nhật Bản. Núi cao 1.700 m (5.577 ft) nằm trên ranh giới hai thành phố Kokonoe và Taketa ở tỉnh Ōita trên đảo Kyushu. Tọa lạc tại vườn quốc gia Aso-Kujū.